# 植大輔
植 大輔（うえ だいすけ、1980年10月7日 - ）は、兵庫県出身の元プロ野球選手（投手）。

## 来歴・人物
神港学園高校までは一塁手も兼任、2年夏は1学年上の藤原通らと県大会決勝へ進出して先発したが1回で降板。龍谷大学へ進学。同期の杉山直久と左右の両輪で活躍。関西六大学リーグでは通算30試合登板し、17勝6敗、防御率2.03、174奪三振。2002年のドラフトで中日ドラゴンズから4位指名を受けて入団。
2003年から2004年の2年間中日でプレーしたが、ナゴヤ球場で行われた中日二軍対読売ジャイアンツ（巨人）二軍のウエスタン・イースタン交流試合で1イニング12失点を喫するなど、二軍でも結果を残せず、一軍公式戦では登板機会はなかった。2004年10月12日に球団から戦力外通告を言い渡され、12月2日付で自由契約となる。
その後、社会人野球・JR西日本のセレクションを受けて合格し入部。しかし同部は活動を休止。そのまま現役を引退し、その後はJR西日本の正社員となった。

## 詳細情報

### 年度別投手成績
- 一軍公式戦出場なし

### 背番号
- 31 （2003年 - 2004年）